# Distributive Politik
Als distributive Politik wird eine Wirtschafts- oder Sozialpolitik verstanden, deren Staatsziel in der Verteilung von Einkommen und Vermögen besteht. Pendant ist die redistributive Politik.   

## Allgemeines
Die Politikwissenschaft erklärt, dass es bei der distributiven (lateinisch distribuire, „verteilen“) Politik um die (seltene) Möglichkeit geht, neue Leistungen oder Ressourcen verteilen zu können, ohne dass damit ein Umverteilungsprozess verbunden ist. Dabei werden die Leistungen und Ressourcen so verteilt, ohne dass eine andere gesellschaftliche Gruppe benachteiligt wird. Häufiger anzutreffen ist die auf Umverteilung angelegte redistributive Politik, wodurch einige Wirtschaftssubjekte begünstigt werden, während andere Wirtschaftssubjekte benachteiligt werden. 
Die Unterscheidung nach distributiver, redistributiver und regulativer Politik wurde von Theodore J. Lowi im Jahre 1964 eingeführt. Die regulative Politik wiederum will mit Geboten und Verboten, aber auch mit Anreizen, Vorbildfunktion oder moralischen Appellen ein bestimmtes Verhalten der Wirtschaftssubjekte sicherstellen.

## Inhalt
Klassische Elemente distributiver Politik sind etwa die Bereitstellung von Infrastruktur, Zuschüssen oder Befreiung von Steuerlasten. Lowi führte als Beispiel für die distributive Politik die Landvergabe (englisch land-grant) während der Besiedlung Amerikas an. Allerdings ist dieses Beispiel unzutreffend, da die Indianer von ihrem Land zunächst vertrieben werden mussten, bevor die Siedler kamen, weswegen es sich genau genommen um eine redistributive Politik handelte. Denn politische Maßnahmen sind bei der redistributiven Politik auf eine Umverteilung ausgerichtet.
Der Begriff „Verteilung“ ist zunächst neutral, es kann also eine Verteilung in Richtung größerer Gleichheit („von oben nach unten“) oder auch größerer Ungleichheit („von unten nach oben“) zwischen verschiedenen Bevölkerungsgruppen erfolgen. Verteilungsgerechtigkeit wird auch distributive Gerechtigkeit genannt und zielt auf proportionale (geometrische) Gleichheit, die jedem Wirtschaftssubjekt seinen gerechten Anteil an den im Gemeinwesen zu verteilenden Gütern, Rechten und Pflichten zuweist.
Durch distributive Politik wird etwas verteilt, das es vorher nicht gab oder das zumindest niemandem gehörte. Ein klassisches Beispiel distributiver Politik auf staatlicher Ebene ist die breit gestreute Verteilung der Staatseinnahmen über die Steuerpolitik und den Finanzausgleich wie etwa beim Kindergeld. Konkret sind auch die Einkommensverteilung und Vermögensverteilung Gegenstand der distributiven Wirtschafts- und Sozialpolitik. 

## Auswirkungen
Die Politikfelder regulativ, distributiv oder redistributiv bestimmen nicht nur den Entscheidungsprozess, sondern auch die Wahrscheinlichkeit der Implementierung und Akzeptanz. Während distributive Maßnahmen vergleichsweise leicht umzusetzen sind, stehen regulativen und redistributiven Maßnahmen häufig Hindernisse entgegen. Da redistributive Politik stets einige Gesellschaftsgruppen begünstigt und gleichzeitig andere benachteiligt, ist mit teilweise intensiven gesellschaftlichen Konflikten zu rechnen. Distributive Politik muss lediglich auf Verteilungsgerechtigkeit achten. Was aber unter „Verteilungsgerechtigkeit“ zu verstehen ist und welche konkreten Veränderungen der Verteilung angestrebt werden, ist stark umstritten.